# 알리요나 란스카야
알레나 란스카야 (벨라루스어: Алена Ланская, 로마자: Alena Lanskaya; 러시아어: Алёна Ланская, 로마자: Alyona Lanskaya; 1985년 9월 7일 ~ )은 벨라루스의 가수이다. 2011년, 슬라브 바자르 콘테스트(Slavianski Bazaar Contest)를 우승했으며, 2013년 스웨덴, 말뫼에서 열린 유로비전 송 콘테스트 2013에 "Solayoh"라는 곡으로 벨라루스를 대표했다.

## 경력

### 유로페스트 2012
2011년 12월 21일, 그녀는 유로비전 송 콘테스트의 벨라루스 예선인 유로페스트를 참가했다. 그리고 2012년 2월 14일, 그녀는 "All My Life"이라는 곡으로 우승을 하며 아제르바이잔, 바쿠에서 열릴 유로비전 송 콘테스트 2012에 참가할 자격을 얻었다. 하지만 2012년 2월 24일, 대통령인 알략산드르 루카솅코는 란스카야가 우승을 하기 위해 부정투표를 저질렀다는 이유로 벨라루스 대표자격을 박탈시켰다. 벨라루스 대표는 유로페스트 2위인 "라이트사운드"가 맡게 되었다.

### 유로페스트 2013
2012년 자격 박탈이후, 그녀는 2013년 "Rhythm of Love"이라는 곡으로 다시 한번 유로페스트에 도전했는데, 2012년 12월 7일, 그녀는 다른 참가자들을 크게 누르며 유로페스트를 우승하고. "Solayoh"라는 곡으로 유로비전 송 콘테스트 2013에서 벨라루스를 대표하게 된다. 이 곡은 결승에서 48점을 받아 16위를 차지하며 대회를 마치게 된다.

## 디지털 싱글
- "All My Life" (2012)
- "Rhythm of Love" (2013)
- "Solayoh" (2013)
- "You're the Lucky One" (2013)